# Dunsmuir
Dunsmuir is een plaats (city) in de Amerikaanse staat Californië, en valt bestuurlijk gezien onder Siskiyou County.

## Demografie
Bij de volkstelling in 2000 werd het aantal inwoners vastgesteld op 1923.
In 2006 is het aantal inwoners door het United States Census Bureau geschat op 1836, een daling van 87 (-4,5%).

## Geografie
Volgens het United States Census Bureau beslaat de plaats een oppervlakte van
4,7 km², geheel bestaande uit land. Dunsmuir ligt op ongeveer 878 m boven zeeniveau.

## Plaatsen in de nabije omgeving
De onderstaande figuur toont nabijgelegen plaatsen in een straal van 40 km rond Dunsmuir.